# 시와경계

## 개요
* 대한민국에서 발행되는 계간 문예지이다.
  * 2009년 1월 12일 창간되었다.

## 연혁
* 프로토타입격 잡지인 《시와상상》의 후신이다.
  * 《시와상상》은 2006년 여름 박명용 교수를 중심으로 김남규, 최광임 외 6인의 시인이 출자하여 출발하였고, 2008년 박명용 교수의 작고로 종간되었다.
  * 2009년 1월 12일 김남규와 최광임이 주도하여 《시와경계》로 재창간 후 현재에 이르고 있다.

## 만드는 사람들
* 발행인 : 최광임
  * 편집인 : 김남규
  * 발행처 : 시와경계사
  * 편집고문 : 오세영
  * 편집자문 : 나태주, 허형만, 김종회, 이상옥, 한문석
  * 편집위원 : 임동확, 송찬호, 이태관, 윤의섭, 최금진
  * 부주간 : 천융희
  * 편집장 : 김정희
  * 기획위원 : 박종빈, 정선호, 한린, 김승기, 곽경효, 정연탁, 이기영

## 《시와경계 신인우수작품》 등단 시인과 당선작
* 제1회 [2007 여름]: 이선희(「웅덩이」 외 2편)
  * 제2회 [2007 겨울]: 송은영(「춤추는 거미」 외 2편), 박시영(「」 외 2편)
  * 제3회 [2008 가을]: 최영희(「스쳐가는 퇴적물」 외 2편), 윤병규(「개망초」 외 2편)
  * 제4회 [2009 여름]: 김기태(「잠실」 외 3편)
  * 제5회 [2009 겨울]: 문창식(「득량만」 외 3편), 박광주(「고요」 외 3편), 임화수(「지도를 접다」 외 3편)
  * 제6회 [2010 여름]: 임종원(「구멍」 외 3편)
  * 제7회 [2010 겨울]: 최상임(「」 외 3편), 최은주(「」 외 3편)
  * 제8회 [2011 ..봄..]: 박애경(「꽃배암과 칡」 외 3편), 조향옥(「말발굽 소리」 외 3편)
  * 제9회 [2012 가을]: 정연탁(「」 외 3편)
  * 제10회 [2013 ..봄..]: 김정희(「장어는 마지막 힘을 왜 꼬리에 옮겼나」 외 3편), 장옥근(「갈대에게 말을 걸다」 외 3편)
  * 제11회 [2013 가을]: 이호준(「아비들이 별처럼 쏟아져」 외 3편), 최대규(「두충나무 그늘 아래 누가 숨었나」 외 3편)
  * 제12회 [2014 가을]: 손종수(「손금」 외 3편), 진남숙(「하루살이」 외 3편)
  * 제13회 [2015 ..봄..]: 이문희(「아득하다는 말」 외 3편)
  * 제14회 [2015 가을]: 김옥종(「늙은 호박 감자조림」 외 3편)
  * 제15회 [2016 ..봄..]: 김건화(「무쇠나비경첩」 외 3편), 최연(「겨울바다」 외 3편)
  * 제16회 [2016 가을]: 하성호(「달팽이를 삼키다」 외 3편), 정기석(「모친의 팔순」 외 3편), 최해숙(「원정노동」 외 3편)
  * 제17회 [2017 ..봄..]: 당선작 없음
  * 제18회 [2017 가을]: 문설(「바람박물관」 외 2편), 김령(「가볍고 가벼운」 외 2편), 권은좌(「묵은지」 외 2편)
  * 제19회 [2018 ..봄..]: 당선작 없음
  * 제20회 [2018 가을]: 김영미(「순수한 타자」 외 3편), 남유정(「유난히 반짝이는」 외 3편)
  * 제21회 [2019 ..봄..]: 채종국(「네가 그린」 외 3편)
  * 제22회 [2019 가을]: 임지나(「드림캐쳐」 외 3편), 배윤주(「애기똥풀」 외 3편)
  * 제23회 [2020 ..봄..]: 우주(「거기와 여기」 외 3편)
  * 제24회 [2020 가을]: 김혜연(「세일렌」 외 3편), 류천(「운석」 외 3편)
  * 제25회 [2021 ..봄..]: 당선작 없음
  * 제26회 [2021 가을]: 백근화(「봄 전립선약을 처방 받다」 외 3편), 한설아(「선풍기」 외 3편)
  * 제27회 [2022 ..봄..]: 이로운(「여름 정원」 외 3편)
  * 제28회 [2022 가을]: 서성수(「라면 먹을까」 외 3편)
  * 제29회 [2023 ..봄..]: 윤미경(「그랑드 자트 섬의 일요일 오후」 외 3편), 최하나(「맨발」 외 3편)
  * 제30회 [2023 가을]: 심영일(「슈뢰딩거 고양이」 외 2편), 은이정(「환상지」 외 2편), 정수월(「하네스」 외 2편)
  * 제31회 [2024 ..봄..]: 당선작 없음
  * 제32회 [2024 가을]: 당선작 없음
  * 제33회 [2025 ..봄..]: 당선작 없음

## 《시와경계 디카시 신인우수작품》 등단 시인과 당선작
* 제1회  디카시 [2021 ..봄..]: 김영빈(「석매(石梅)」 외 2편)
  * 제2회  디카시 [2021 가을]: 강영식(「환지통」 외 2편)  
  * 제3회  디카시 [2022 ..봄..]: 서장원(「長銃(장총)」 외 2편)
  * 제4회  디카시 [2022 가을]: 정혜경(「추상기법」 외 2편)
  * 제5회  디카시 [2023 ..봄..]: 당선작 없음
  * 제6회  디카시 [2023 가을]: 당선작 없음
  * 제7회  디카시 [2024 ..봄..]: 김용길(「가난한 무기」 외 3편), 에바 라티파(「디카시」 외 3편)
  * 제8회  디카시 [2024 가을]: 염혜원(「등신불」 외 2편)
  * 제9회  디카시 [2025 ..봄..]: 김경화(「바람의 증언」 외 3편), 도유정(「메아리」 외 3편)

## 《시와경계 문학상》 수상작가와 수상작
* 제1회 [2018 ..봄..]: 수상작 없음
  * 제2회 [2019 ..봄..]: 김효선 시인, 시 「어느 악기의 고백」
  * 제3회 [2019 겨울]: 손진은 시인, 시 「개의 표정」
  * 제4회 [2020 겨울]: 오민석 시인 겸 평론가, 평론 「이제, 문학은 어디로 가는가?」
  * 제5회 [2021 겨울]: 김륭 시인, 시 「비단잉어」

## 링크
* 다음 카페
  []
  * 페이스북
  []